# Qalb (langage de programmation)
Pour les articles homonymes, voir Qalb.
 (mai 2020).
قلب ( prononcé : [ʔalb]  ), translittéré Qalb, Qlb et Alb, est un langage de programmation fonctionnelle permettant à un programmeur d'écrire des programmes entièrement en arabe. Son nom signifie cœur et est un sigle auto-référentiel arabe signifiant Qlb : un langage de programmation (قلب: لغة برمجة, Qlb: Lughat Barmajah ). Il a été développé en 2012 par Ramsey Nasser, informaticien à Eyebeam Art + Technology Center de New York. Le langage est à la fois comme un projet artistique et une réponse à la prévalence de l'anglais dans le monde de la programmation. 
La syntaxe est similaire à celle de Lisp ou Scheme, composée de listes entre parenthèses. toutes la syntaxe est en arabe standard moderne et le texte du programme est écrit de droite à gauche, comme tout texte arabe. Le langage fournit un ensemble minimal de primitives pour définir les fonctions, les conditions, le bouclage, la manipulation de liste et les expressions arithmétiques de base. Le langage est Turing-complet. La séquence de Fibonacci et le jeu de la vie de Conway ont été mis en œuvre. 
Étant donné que tout le texte du programme est écrit en arabe et que les traits de liaison entre les lettres du script arabe peuvent être étendus à n'importe quelle longueur, il est possible d'aligner le code source pour former des motifs artistiques et de la calligraphie arabe . 
Un interprète JavaScript est actuellement[Quand ?] hébergé sur herokuapp et le projet peut être forké sur GitHub.

## Hello world
```
(
قول
 
"مرحبا يا عالم
)
```

```
(
قول
 
"Hello, world"
)
```